# Pándy Kálmán
Pándy Kálmán (Ókígyós, 1868. október 14. – Budakalász, 1945. január 27.) magyar orvos, ideggyógyász, elmeorvos.

## Élete
Pándy István ügyvéd és Winkler Sarolta fiaként született. Egyetemi tanulmányait előbb Budapesten, majd Bécsben és Berlinben végezte, orvosi oklevelét 1892-ben nyerte el a Budapesti Tudományegyetemen. 1892-ben kinevezték az Elmekór- és Gyógytani Tanszékhez díjazatlan gyakornoknak.  
Több alkalommal ösztöndíjasként fordult meg neves külföldi intézetekben (köztük Stockholmban), majd Békés vármegye szülöttjeként a gyulai kórház elmeosztályát vezette. 1905-ben a Lipótmezőn kapott osztályvezetői kinevezést.  
1911-től a nagyszebeni Állami Elmegyógyintézet igazgató főorvosa lett. Az első világháborút követő években, 1919 és 1923 között a budapesti Népjóléti Minisztérium keretében dolgozott, majd a rákoskeresztúri antialkoholista szanatóriumban alkalmazta sikerrel elvonókúráit. 1942-ben elszenvedett agyvérzése után nyugdíjba vonult. 
Közleményei a század első felében rangos folyóiratokban láttak napvilágot. 
A laboratóriumi diagnosztika területén maradandót alkotott. Kevés olyan klinikai kémiai módszerrel rendelkezünk, amely bevezetése után 85 évvel is kiállja a gyakorlat próbáját. Ezek közé tartozik a Pándy-féle karbolsavas liquor-fehérje kémlelési eljárás, amely Pándy-reakcióként vonult be az irodalomba és a laboratóriumok mindennapi életébe. 
A Budapesti Királyi Orvosegyesületben 1910-ben számolt be liquorfehérje-kimutatási módszeréről, amelyet ugyanezen évben közölt a Neurologisches Zentralblatt. A közlemény kevés liquorral is elvégezhető, egyszerű, gyors és megbízható, 6,6%-os karbolsavas próbáról tudósított. A módszert a napjainkban megjelenő, legmodernebb klinikai kémiai szakkönyvek nem csak történeti érdekessége miatt idézik, hanem teljes részletességgel közlik, a rutin diagnosztikában alkalmazásra ajánlják.
1898. július 12-én Budapesten, a Ferencvárosban házasságot kötött Dömötör Izabella Annával. Első felesége 1902-ben elhunyt.
Második felesége a svédországi finn Aino Maria Edvardintytär Hjelt (1881–1936) nevű finn nővér volt, fia, Pándy Pál (1905–1986), később Finnországba költözött.

## Emlékezete
Gyulán a Békés Vármegyei Központi Kórház helyi tagkórháza az ő nevét viseli, emléket állítva kiemelkedő klinikus ideg- és elmeorvosi tevékenységének. Pándy Kálmán ragyogó példát mutatott, kórházi körülmények között, jó szakmai felkészültséggel és megfigyelőkészséggel, egyszerű eszközökkel is lehet maradandót alkotni, ami ma, a technika bűvöletében különösen kiemelkedő. 
Sajnálatos – és egyben érthetetlen -, hogy Pándy Kálmán maradandó életműve hazai szakmai körökben eddig nem kapta meg a súlyának kijáró, megérdemelt méltatást.

## Pándy Kálmán-emlékérem
A Magyar Laboratóriumi Diagnosztikai Társaság 1986-ban emléke megörökítésére Pándy Kálmán-érmet alapított.
A statutum szerint az éremmel azon MLDT-tagok több évtizedes munkáját ismeri el a Társaság, akik a klinikai kémia, mikrobiológia vagy hematológia területén példamutató alkotó, szervező tevékenységükkel hozzájárultak a betegellátást szolgáló színvonalas diagnosztika kifejlesztéséhez.
A 42,5 mm átmérőjű vert bronzérem előlapján Pándy Kálmán portréja látható nevével, születési-halálozási évével. A hátlapon körkörösen Magyar Laboratóriumi Diagnosztikai Társaság, középen az adományozott neve és az adományozás évszáma kerül bevésésre. Az elismerést egyidejűleg oklevél is tanúsítja. Az éremből készült 10 ezüstveret is.

## Művei
- Le méchanisme cortical des phénomčnes reflexes (Párizs, 1893)
- Neuritis multiplex és az ataxia. Közlemény a kir. tud. egyetem II. sz. belklinikájáról. Különlenyomat az Orvosi Hetilapból. (8-r. 20 l.) Budapest, 1900. Pesti Lloyd-Társulat könyvny.
- Az elmebetegápolás jobb és olcsóbb rendszerének megvalósításáról Magyarországon. Különlenyomat a Magyar Elmeorvosok... munkálataiból. (8-r. 23 l.) Budapest, 1901. Pallas r.-t. kvny.
- Összefoglaló kritika az epilepsiának legújabb gyógyításmódjáról. Különlenyomat a Gyógyászatból. (8-r. 11 l.) Budapest, 1902. (Franklin-Társulat ny.)
- A tabes dorsalis keletkezése. Különlenyomat az Orvosi Hetilapból. (8-r.) Budapest, 1902. Pesti Lloyd-Társulat kvny.
- A térdreflexek erejéről s ennek elváltozásáról hemiplegiáknál. Különlenyomat a Gyógyászatból. (8-r. 13 l.) Budapest, 1903. (Franklin-Társulat ny.)
- Forensis psychiatriai tanulmányok. III. Perelős családok. Különlenyomat a Gyógyászatból. (8-r. 23 l.) Budapest, 1903. Franklin-Társulat ny.)
- Az elmebajosok családi ápolása. Különlenyomat az Orvosi Hetilapból. (8-r. 43 l.) Budapest, 1904. Pesti Lloyd-Társulat kvny.
- Gondoskodás az elmebetegekről más államokban és nálunk. 3 táblával. (8-r. VIII, 449 l.) Gyula, 1905. Pfeifer Ferd. bizom. Budapesten.
- Lueses Brown–Séquarad-féle bénulás. Különlenyomat a Gyógyászatból. (8-r. 6 l.) 1906. (H. és ny.n.)
- Az elmebetegekről való gondoskodás Finnországban. Különlenyomat az Orvosi Hetilapból. (8-r. 15 l.) Budapest, 1907. Pesti Lloyd-Társulat kvny.
- Elmekórtani ritkaságok. Különlenyomat a Gyógyászatból. (8-r. 16 l.) Budapest, 1907. (Franklin-Társulat ny.) 1. Sokáig élő paralytikusok. – 2. Katholikus papok paralysise. – 3. Vérzések a bőrben epilepsiás rohamok alatt.
- A csendőrök elmebajairól. Különlenyomat a Honvédorvosból. (8-r. 9 l.) Budapest, 1907. (Franklin-Társulat ny.)
- A szeszes italokról és nemi betegségekről. A magyar korona országaihoz tartozó csendőrség felügyelőjének megbízásából. (k. 8-r. 112 l.) Budapest, 1908. Franklin-Társulat kvny.
- Lelki fertőzések. Különlenyomat a Budapesti Orvosi Ujságból. (8-r. 32 l.) Budapest, 1908. Pesti Lloyd-Társulat ny.
- Az orvosoknak és a magyar kultura más munkatársainak elmebajairól. Különlenyomat az Orvosi Hetilapból. (8-r. 16 l., 4 melléklet.) Budapest, 1910. Pesti Lloyd-Társulat ny.
- Emlékkönyv a nagyszebeni m. kir. állami elmegyógyintézet 50 éves fennállásának évfordulójára. Nagyszeben, 1914. Haiser Gy. 181 l., 7 t.
- A leukoplakiáról. Budapest, 1917. Franklin. 8 l. (Különnyomat a Gyógyászatból)